# Nike Cortez

Modello di Nike Cortez di color bianco

Nike Cortez è stata la prima scarpa da corsa messa sul mercato dalla Nike. Commercializzata nel 1972, ha contribuito al grande successo dell'azienda di abbigliamento. Il suo design è stato creato da Bill Bowerman, un allenatore olimpico di atletica leggera, che già da tempo aveva intenzione di garantire ai corridori un modello di scarpa leggera e, nel contempo, resistente per corse di lunga durata. Le Nike Cortez sono state lanciate sul mercato durante i Giochi della XX Olimpiade; per questo, hanno ricevuto ben presto attenzione e interesse da parte del pubblico.

## Storia

### Collaborazioni iniziali
La Nike Cortez è stata creata da Bill Bowerman e Phil Knight. I due si sono conosciuti nel 1957: Bowerman era l'allenatore di atletica leggera all'università dell'Oregon e Knight era uno dei corridori della squadra di cui si era preso carico. Sono diventati soci d'affari non appena Knight è riuscito ad acquisire i diritti di distribuzione delle scarpe di Onitsuka Tiger, una compagnia giapponese che tentava di entrare nel mercato statunitense.
L'esordiente azienda creata da Bowerman e Knight era conosciuta inizialmente come Blue Ribbon Sports; il nome "Nike" è stato adottato più tardi, nel 1972. Nonostante la compagnia avesse soltanto il ruolo di distribuire le scarpe dell'Onitsuka Tiger, Bowerman ha comunque cercato di creare una calzatura che fosse adatta al mondo dell'atletica leggera. Nel 1968 ha finalizzato l'aspetto della nuova Nike Cortez; la scarpa è stata messa in vendita nel 1972.
Il nome è stato ideato nel 1968, in occasione dei Giochi della XIX Olimpiade. Per celebrarli, l'Adidas ha creato il modello "Azteca Gold". Il nome Cortez, ispirato dalla figura di Hernán Cortés, ha perciò una forte valenza simbolica. Difatti, Cortés rappresenta colui che, durante il periodo della colonizzazione spagnola delle Americhe, è riuscito a prevalere sugli aztechi. Già all'epoca la scelta era altamente controversa.

### Impatto sulla Nike
Si è molto speculato sull'impatto provocato dalle Cortez e su come siano state fondamentali per il successo della Nike. Il modello è stato rivelato al pubblico in occasione delle Olimpiadi a Monaco di Baviera del 1972 e, ben presto, vi è stato un drastico incremento nelle vendite della Nike nel territorio degli Stati Uniti. Difatti, molti telespettatori, seguendo l'evento da casa, avevano notato le Cortez ai piedi degli atleti americani. Durante il primo anno dopo il rilascio di queste scarpe, le vendite hanno raggiunto gli 800 000 dollari – un aumento del 10 000% rispetto alle 8 000 richieste ricevute durante il primo anno di collaborazione tra l'Onitsuka Tiger e la Nike. È stata, pertanto, la creazione e la messa in vendita delle Nike Cortez ad aver reso popolare il nome della Nike: infatti, al giorno d'oggi, l'azienda è riuscita a diventare una multinazionale attiva in più di 160 paesi, per la quale lavorano più di 35 000 impiegati.

### Legame con le gang
Le Nike Cortez, con il passare degli anni, hanno iniziato ad essere associate con le gang nordamericane, specialmente l'organizzazione ispanica MS-13. Queste scarpe venivano indossate dai membri della banda criminale per potersi identificare a vicenda. Nel gennaio del 2013, quattro adolescenti di origini ispaniche sono stati coinvolti in una sparatoria a Brentwood, California: pur non facendo parte di alcuna organizzazione criminale, avevano ai piedi delle Nike Cortez. Gli spari da parte di un gruppo di persone non identificato si sono susseguiti dopo che era stato chiesto ai ragazzi il motivo per cui indossassero quel modello.

## Design e caratteristiche
Da quando sono state introdotte sul mercato negli anni settanta, il design delle Nike Cortez è stato rivisto molte volte. Tuttavia, il primo modello aveva già contribuito a fissare lo standard per le scarpe da corsa, poiché Bill Bowerman le aveva create tenendo a mente durabilità e comfort. La schiuma poliuretanica con cui viene fabbricata la parte interna della suola è di grande importanza, poiché contribuisce a rendere la calzata più confortevole e, nel contempo, ad assorbire i colpi che si generano all'impatto con il suolo. La suola a diretto contatto con il suolo, invece, è in gomma. La combinazione delle due suole riduce l'affaticamento delle gambe e alza il livello del tallone, prevenendo un eccessivo sforzo sul tendine d'Achille. Le Nike Cortez sono state descritte dai maratoneti come "le scarpe più comode al mondo".
Il design della calzatura è semplice: ai lati vi è il logo della Nike, accompagnato da una striscia più scura sulla suola bianca. Inizialmente la tomaia veniva realizzata in pelle; tuttavia Bowerman si è presto accorto che un sostituto in nylon o in pelle scamosciata avrebbe ridotto il peso della calzatura. Nel 2009 è stata rilasciata una riedizione delle Cortez, nota come "Fly Motion". Le Fly Motion impiegano la tecnologia Flywire, che utilizza un materiale ultraleggero (ossia il "Vectran") per ridurre ulteriormente il peso della tomaia.
Il peso delle Cortez, naturalmente, dipende dalla taglia della scarpa. Il modello in pelle pesa 380 g, mentre quelli in nylon e in pelle scamosciata si aggirano intorno ai 290 g.